# Ли Со Ён
Ли Со Ён (кор. 이소연; род. 2 июня 1978, Кванджу, Южная Корея) — первый космонавт Южной Кореи, вторая азиатская женщина-космонавт. Доктор (PhD) биотехнологии.

## Биография
Ли Со Ён родилась 2 июня 1978 года. Окончила старшую школу города Кванджу (англ. Kwangju Science High School). Училась на факультете механики и машиностроения в Корейском институте перспективных научных исследований и технологий (англ. Korea Advanced Institute of Science and Technology - KAIST) города Тэджон, где получила степень бакалавра и магистра наук. После окончания работала там же, в аспирантуре, где занималась подготовкой к защите диссертации в области биотехнологий.
29 февраля 2008 года ей была присвоена докторская степень (PhD) в области биотехнологий. Причём это было сделано в её отсутствие, поскольку в это время она находилась в российском Центре подготовки космонавтов (ЦПК).

## Этапы космической подготовки

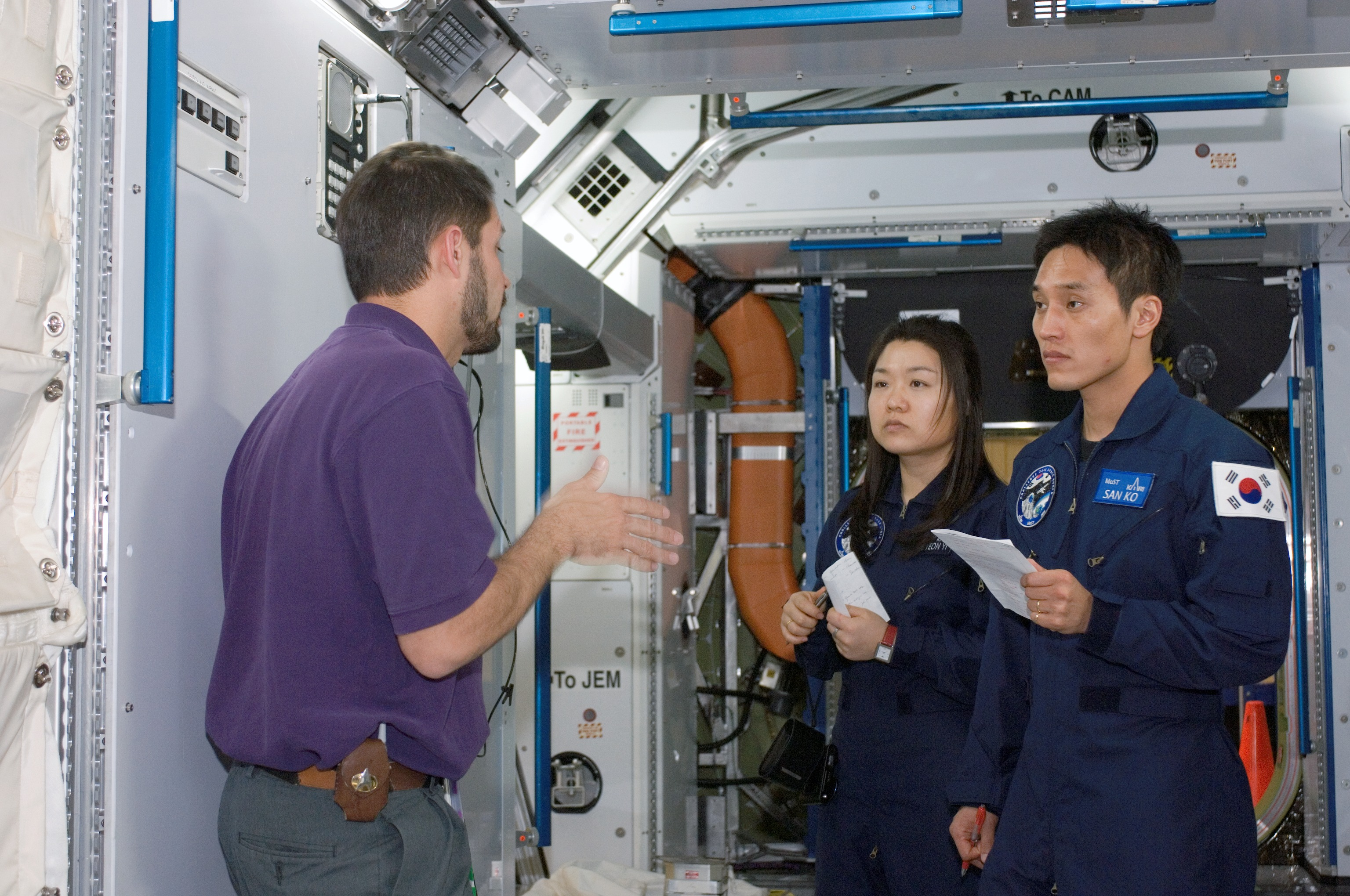
Ли Со Ён и Ко Сан проходят тренировки на макете станции

21 апреля 2006 года правительство Южной Кореи в рамках космической общенациональной программы объявило открытый конкурс для участия в подготовке космонавтов к полёту на МКС, на российском корабле Союз ТМА-12 весной 2008 года. Ли Со Ён стала одной из 36 206 граждан её страны, которые подали заявки на участие.
- Октябрь 2006 года — Ли Со Ён отобрана в качестве одной из 30 полуфиналистов набора.
- Ноябрь 2006 года — отобрана в качестве одного из 10 финалистов.
- 2 декабря 2006 года — в числе 8 финалистов направлена на медицинское обследование в ЦПК им. Ю. А. Гагарина.
- 12 декабря 2006 года — названа в числе шестерых кандидатов в космонавты.
- 25 декабря 2006 года — отобрана в качестве одной из 2 финалистов программы корейского астронавта.
- 24 января 2007 года — успешно прошла предварительное медицинское обследование.
- 6 марта 2007 года — получила допуск к спецтренировкам.
- 7 марта 2007 года — приступила к прохождению общекосмической подготовки.
- 5 сентября 2007 года — выбрана дублёром южнокорейского космонавта Ко Сана.
- 6 ноября 2007 года — утверждена в качестве дублёра участника космического полёта — члена основного экипажа четырнадцатой экспедиции посещения (ЭП-14) МКС.

Первоначально первым кандидатом был назван корейский космонавт Ко Сан, однако по настоянию российской стороны за неоднократное нарушение «протокола подготовки» 10 марта 2008 года он был выведен из основного экипажа корабля «Союз ТМА-12» и заменён Ли Со Ён. В 2007 году Ко Сан вывез на родину учебное пособие. Тогда он назвал свой поступок случайной ошибкой. В феврале 2008 он получил доступ к документам под грифом ДСП, не имеющим отношения к его подготовке. Ко Сан не только ознакомился с ними, но и скопировал и переправил на родину. По некоторым сведениям, это были документы по управлению кораблём «Союз». Как космонавт-исследователь знакомиться с ними он не имел права.
- 18 марта 2008 года — Ли Со Ён в составе основного экипажа корабля «Союз ТМА-12» успешно сдала двухдневный предполётный экзамен[4].
- 21 марта 2008 года — по итогам предполётного экзамена официально утверждена в качестве участника космического полёта на корабле «Союз ТМА-12».

8 апреля 2008 года Ли отправилась в космос на борту «Союза ТМА-12», с двумя русскими космонавтами (Сергей Волков, Олег Кононенко). Старт корабля произошёл в 17:31:00 UTC. До полёта Лю Ян была самой молодой (по дате рождения) из слетавших в космос.
В результате полёта Ли Со Ён Южная Корея стала второй страной после Великобритании, первый космонавт которой является женщиной.
По имеющимся сведениям, полёт стоил её стране 20 млн долларов.

## Терминология
Роль на борту «Союза» и МКС для Ли, полетевшей в космос по приглашению российского правительства через коммерческие соглашения с Южной Кореей, была определена как «участник космического полёта». Так она была обозначена в документах российского Федерального Космического агентства и НАСА.

## Полёт

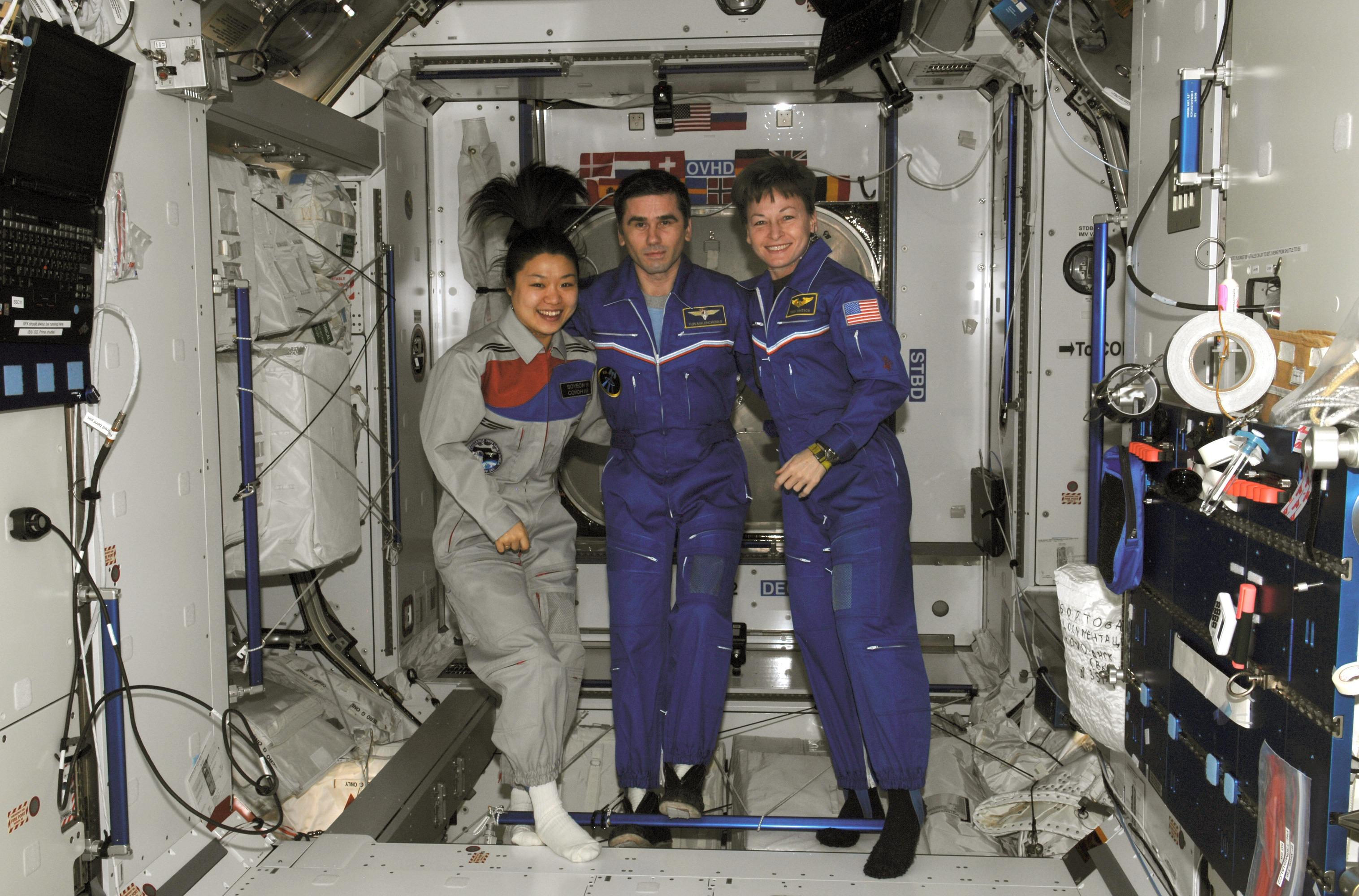
Ли Со Ён слева

В ходе полёта Ли Со Ён провела 18 научных экспериментов для Корейского института аэрокосмических разработок (англ. Korea Aerospace Research Institute, KARI), давала интервью и участвовала в конференциях для СМИ. Среди экспериментов был специальный контейнер с 1000 плодовых мушек, для которых отслеживалось, как влияет изменение силы тяжести и других экологических факторов на поведение мух и их геном. Другие эксперименты были направлены на изучение роста растений в невесомости, изучение её сердечной активности, а также влияния гравитации на давление в глазах и на форму лица. С помощью трёхмерной камеры Samsung Ли каждый день делала шесть снимков лица, чтобы отследить изменения. Также она проводила наблюдения за поверхностью Земли, в частности за движением пыльных бурь из Китая в Корею. С помощью особого прибора Ли Со Ён провела измерения шума на борту станции. Специально для полёта южнокорейские учёные создали низкокалорийный и богатый витаминами вариант кимчи.

## Возвращение
По окончании миссии 19 апреля 2008 года Ли Со Ён вернулась на Землю вместе с членами экипажа МКС Пегги Уитсон и Юрием Маленченко на борту корабля «Союз ТМА-11». Из-за несрабатывания одного из пироболтов разделение корабля на отсеки произошло не вовремя, и спускаемый аппарат сорвался на траекторию баллистического спуска. При спуске с орбиты экипаж подвергся десятикратным перегрузкам. В 08:30:45 UTC корабль совершил посадку на территории Казахстана, в 420 км от запланированного места. Вследствие такой жёсткой посадки Ли после возвращения в Корею была на некоторое время госпитализирована из-за серьёзных болей в спине.

## После полёта
После полёта Ли работает в качестве исследователя в KARI, а также выступает в качестве космического посла Кореи, вместе с Ко Саном. Также заявлялось, что Ли Со Ён и Ко Сан примут участие в запланированном НАСА на 2020 год международном лунном проекте в качестве астронавтов-исследователей KARI.

## Варианты написания имени
Традиционно корейское имя 이소연 в русском языке передают как «Ли Со Ён». В корейской письменности слог 이 произносится как русская «И», но в фамилии её принято записывать в соответствии с историческим произношением как «Ли» (напр., Ли Мён Бак). Однако Федеральное космическое агентство использовало иной подход, транслитерировав записанное латиницей в заграничном паспорте имя космонавтки «Yi Soyeon» как «Йи Сойон», выпустив 20 марта 2008 года специальный пресс-релиз по этому поводу. Эти факты, а также то обстоятельство, что об участии в полёте кореянки стало известно только 10 марта 2008 года, породили большое количество различных вариантов написания её имени в СМИ. Даже такое авторитетное издание как «РИА Новости» в одной статье допустило два различных написания имени, а на предполётной презентации перед девушкой лежала табличка с опечаткой в имени: «Сойон Ий». Эту же опечатку можно увидеть и на эмблеме экспедиции, и на нашивке скафандра.
Варианты написания имени по-русски: Йи Сойон, Ли Соён, Ли Со Ён, Йи Со Ён, И Со Ён.
Варианты написания имени латиницей: Yi So Yeon, Lee So Yeon, Lee So Yon, Lee So Hyun.

## Факты из личной жизни
Ли Со Ён не замужем. С 12 лет занимается тхэквондо
. Входит в Олимпийскую сборную своей страны.